# António Birne Pereira
António Birne Pereira (1872 — 31 de maio de 1945) foi um engenheiro civil e político, que entre outras funções foi governador civil do Distrito da Horta, nos Açores.

## Biografia
O engenheiro Birne Pereira foi quadro superior do Ministério das Obras Públicas, tendo dirigido diversos projectos e trabalhos de construção na área dos transportes, com destaque para obras nas linhas de caminho-de-ferro entre a Régua e Chaves, de Valença a Monção, do Entroncamento a Gouveia e na área metropolitana da cidade do Porto.
No período de 1 de Maio a 25 de Maio de 1915 esteve em funções como governador civil do Distrito da Horta. Nomeado a 1 de Maio, chegou à Horta a 11 de Maio, a bordo da canhoneira Açor, iniciando funções no dia seguinte. Dois dias depois partiu de visita à ilha das Flores. Ainda mal tinha iniciado as suas funções ocorreu o Golpe de 14 de Maio de 1915, que depôs o general Pimenta de Castro, o que implicou a sua demissão poucos dias depois. Deixou a Horta a 30 de Maio.
Depois da sua passagem pelo governo civil do Distrito da Horta, em  1915, foi contratado pelo industrial Alfredo da Silva para as fábricas da CUF, no Barreiro, onde sucedeu ao engenheiro francês Auguste Lucien Stinville como director fabril.